# الکترواسپورت
الکترواسپورت (Electrosport) خودرویی است که در سال‌های ۱۹۷۱ – ۱۹۷۴در دیترویت و ایالات متحده آمریکا تولید شده‌است. طول آن در حالت طبیعی ۱۸۱ اینچ (۴٬۵۹۷ میلیمتر) و  عرض آن در حالت طبیعی ۷۰٫۶ اینچ (۱٬۷۹۳ میلیمتر) و  وزن آن در حالت طبیعی ۵٬۵۰۰ پوند (۲٬۵۰۰ کیلوگرم)  است. سیستم جعبه‌دندهٔ آن ۳ دنده به صورت دستی است.